# بحيرة بوردور

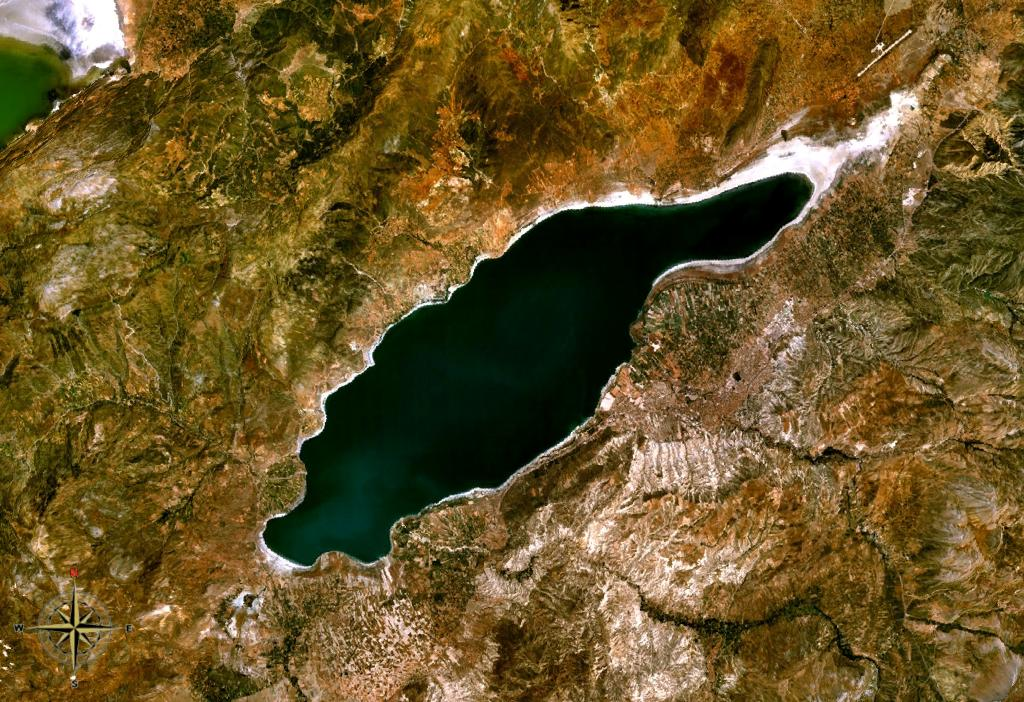
صورة للبحيرة من الفضاء

بحيرة بوردور تقع في جنوب شرق تركيا تبلغ مساحتها 250. 00 كيلومترا مربعا وأقصى عمق لها حوالي 110 م كما أن منسوب مياه هذه البحيرة يتذبذب.